# فرانز كار
فرانز كار (بالإنجليزية: Franz Carr)‏ (24 سبتمبر 1966 ببرستون في المملكة المتحدة - ) هو لاعب كرة قدم بريطاني في مركز جناح ‏. شارك مع منتخب إنجلترا تحت 21 سنة لكرة القدم. أما مع النوادي، فقد لعب مع أستون فيلا وبلاكبيرن روفرز وبولتون واندررز وشيفيلد وينزداي وشيفيلد يونايتد وليستر سيتي ونادي ريجيانا 1919 ونوتينغهام فورست ونيوكاسل يونايتد ووست بروميتش ألبيون ووست هام يونايتد وبيتسبورغ ريفرهوندز.

## وصلات خارجية
- فرانز كار على موقع قاعدة بيانات كرة القدم.إي يو (الإنجليزية)
- فرانز كار على موقع Soccerbase.com (لاعب) (الإنجليزية)
- فرانز كار على موقع عالم كرة القدم.نت (الإنجليزية)